# BUFF Filmfestival

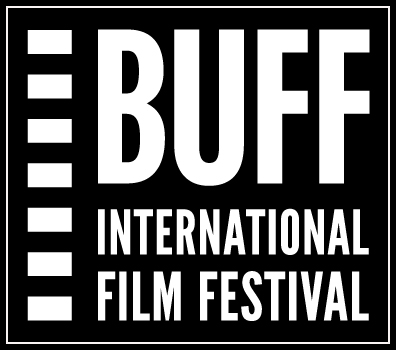
BUFF:s logga.

BUFF Filmfestival är en sedan 1984 årligen återkommande barn- och ungdomsfilmfestival i Malmö. Ambitionen är att erbjuda ett stort, varierat program av internationella filmer som ger barn- och ungdomspubliken en breddad bild av film, såväl till form som innehåll. De visade filmerna ska berättas ur barns eller ungdomars perspektiv.
BUFF grundades av en arbetsgrupp bestående av bland andra Renata Åhlander, C-J Charpentier och Pelle Svensson.
BUFF visar cirka 100 filmer (långa, korta, dokumentärer och animationer) på flera biografer i Malmö. Man satsar även på att arrangera seminarier och har blivit en internationell mötesplats för människor som på olika vis arbetar med barn- och ungdomsfilm.
Sedan 1995 har BUFF varit svensk officiell filmfestival i samarbete med Svenska Filminstitutet. Festivalen är medlem i European Children's Film Association (ECFA).
Vid Guldbaggegalan 1993 tilldelades BUFF Guldbaggen i kategorin Kreativa insatser för "för entusiastiskt arbete med att sprida bra film till barn och ungdom."
Vid Guldbaggegalan 2018 tilldelades BUFF Gullspira. Motiveringen löd "Hederspriset Gullspira går till en organisation som år efter år har arbetat för att stärka unga människors identitet med hjälp av filmen. Genom filmvisningar och seminarium har de synliggjort vikten av kvalitetsfilm och tydligt visat vilken betydelse filmens kraft kan ha för barn och ungdomar."
2021 hölls festivalen för första gången digitalt. 
2023 tilldelades BUFF Malmö stads kulturpris.

## Utvidgning av festivalen 2015
I samband med BUFF 2015 utvidgades festivalen med en ny egen festival för den yngsta publiken, i åldern 2–9 år, kallad BUFFY.
Det genomfördes även en filmfestivalsturné, BUFF i hela Sverige, i samarbete med andra aktörer på ett antal orter runt om i landet.

## Priser

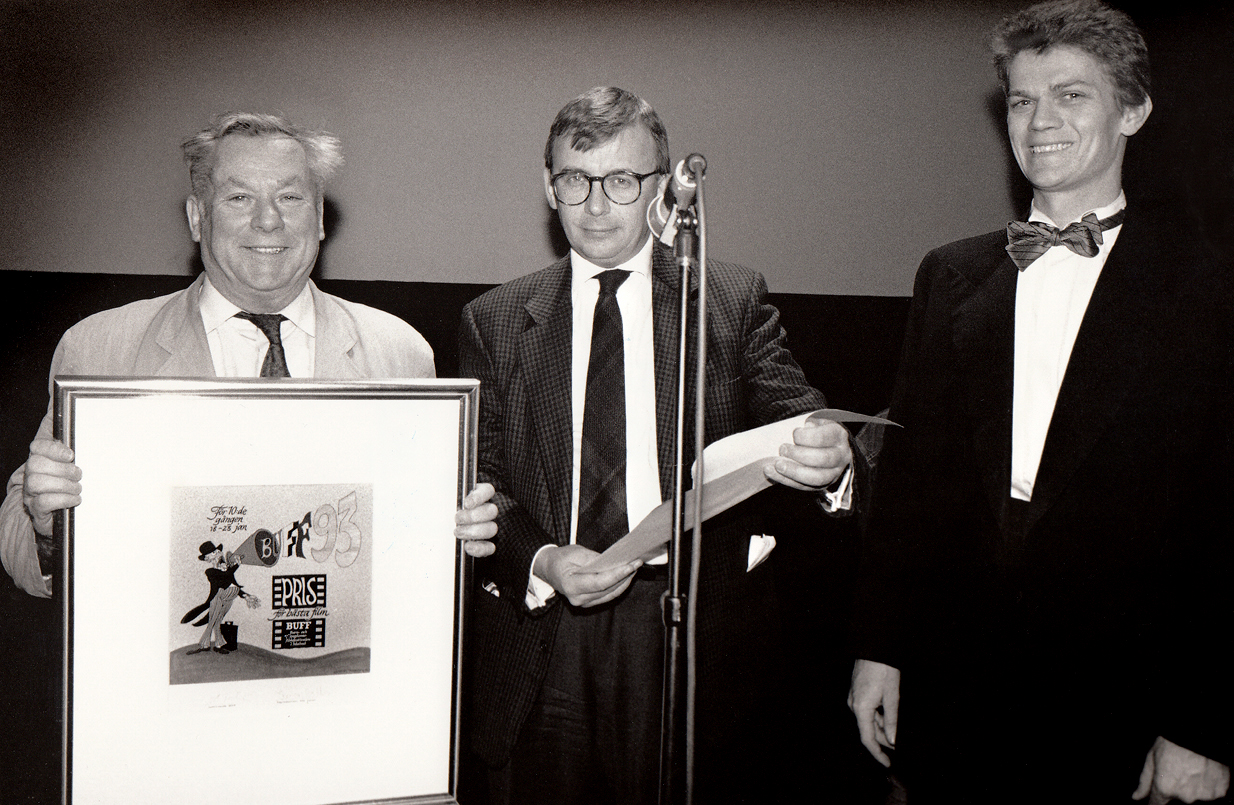
Vinnare av Bästa film 1993 blev den franska filmen Vrakplundrarnas barn. Priset togs emot av Raymond Lefevre, festivalchef för den franska barnfilmfestivalen i Laon.
Prisutdelare var Johan Bengt-Påhlsson (i mitten) och festivalgeneral Ola Tedin.

Ett antal priser delas ut vid festivalen. År 2015 var dessa:
- Malmö stads barnfilmspris
- Svenska kyrkans ungdomsfilmspris
- Unga filmjuryns pris för bästa film
- European Children’s Film Associations pris (för bästa europeiska barn- och ungdomsfilm)
- Region Skånes kortfilmspris
- SVT:s pitch-pris
- Årets Barnbio
- Sydsvenskans och BUFF:s pris
- SF Bios barnfilmsstipendium